# NGC 2426
NGC 2426 (również PGC 21648 lub UGC 3977) – galaktyka eliptyczna (E0?), znajdująca się w gwiazdozbiorze Rysia. Odkrył ją William Herschel 17 marca 1790 roku.